# Милли-
Милли- (русское обозначение: м; международное: m) — одна из приставок, используемых в Международной системе единиц (СИ) для образования наименований и обозначений десятичных дольных единиц. Единица, наименование которой образовано путём присоединения приставки милли к наименованию исходной единицы, получается в результате умножения исходной единицы на число    10-3. Иначе говоря, вновь образованная единица равна одной тысячной части исходной единицы.
В качестве приставки СИ принята XI  Генеральной конференцией по мерам и весам в 1960 году одновременно с принятием системы СИ в целом. Название происходит от латинского mille — тысяча.

## Применение
Среди дольных приставок является одной из самых распространённых. Так, она широко применяется с единицами измерения времени — миллисекунда, расстояний — миллиметр, объёма — миллилитр и других.
С приставкой «милли» и её обозначением используются не только единицы СИ, но и значительное количество других единиц. В то же время в соответствии с «Положением о единицах величин, допускаемых к применению в Российской Федерации» с приставкой и её обозначением не применяются наименования и обозначения внесистемных единиц:
- массы — тонна, атомная единица массы, карат;
- времени — минута, час, сутки;
- плоского угла — градус, угловая минута, угловая секунда, град (гон);
- длины — астрономическая единица, световой год, парсек, ангстрем, морская миля, фут, дюйм;
- площади — гектар, ар;
- давления — бар, килограмм-сила на квадратный сантиметр, миллиметр водяного столба, метр водяного столба, атмосфера техническая, миллиметр ртутного столба;
- оптической силы — диоптрия;
- линейной плотности — текс;
- скорости — узел;
- ускорения — гал;
- частоты вращения — оборот в секунду, оборот в минуту.